# Desa Wonokromo (administrativ by i Indonesien, Jawa Tengah, lat -7,62, long 109,73)
Desa Wonokromo är en administrativ by i Indonesien.   Den ligger i provinsen Jawa Tengah, i den västra delen av landet, 400 km öster om huvudstaden Jakarta.